# Paduraksa (Tanjung Agung)
Paduraksa is een bestuurslaag in het regentschap Muara Enim van de provincie Zuid-Sumatra, Indonesië. Paduraksa telt 1821 inwoners (volkstelling 2010).